# Francisco Risiglione
Francisco Risiglione est un boxeur argentin né le 18 janvier 1917 à Rosario et mort le 28 juillet 1999.

## Biographie
Il remporte la médaille de bronze olympique des poids mi-lourds aux Jeux de Berlin en 1936 en étant battu en demi-finale par l'Allemand Richard Vogt.